# Université d'études internationales
L'université d'études internationales (国際教養大学, Kokusai kyōyō daigaku) est une université publique du Japon située dans la ville d'Akita.